# Carlo Urbani
Carlo Urbani (Castelplanio, 19 ottobre 1956 – Bangkok, 29 marzo 2003) è stato un medico e microbiologo italiano.
Fu la prima persona a identificare e classificare la SARS o "polmonite atipica", malattia che si scatenò con un'epidemia tra 2002 e 2004, che provocò 774 vittime accertate, tra cui egli stesso.

## Biografia
Fin da giovane Carlo Urbani fu attivo nelle opere di volontariato e collaborò con organizzazioni cattoliche quali Mani Tese e l'Unitalsi. Da ragazzo partecipò assiduamente ai campi di lavoro di Mani Tese, si impegnò nella raccolta dei farmaci da inviare in Africa e organizzò campi estivi per i ragazzi portatori di handicap dell'Istituto Santo Stefano di Porto Potenza Picena. Formò inoltre un gruppo di ragazzi che settimanalmente si riunivano per affrontare discussioni su tematiche riguardanti i paesi del Terzo mondo.
Si laureò in Medicina nel 1981 presso l'Università di Ancona e conseguì la specializzazione in malattie infettive e tropicali presso l'Università di Messina. Successivamente si qualificò in un master di parassitologia tropicale. Lavorò nell'Istituto di malattie infettive di Ancona fino al 1985 e dal 1986 al 1989 ha diretto il proprio ambulatorio di Castelplanio. Nel 1993 divenne consulente dell'Organizzazione mondiale della sanità.
Nel 1996 entrò a far parte dell'organizzazione non governativa Medici senza frontiere e a cavallo tra il 1996 e il 1997 coordinò il suo primo progetto con Medici senza frontiere in Cambogia. Nel 1999 divenne presidente della sezione italiana di Medici senza frontiere e in tale ruolo nello stesso anno ritirò il Premio Nobel per la pace a Oslo per conto dell'associazione.

### L'esperienza in Cambogia e Vietnam
Subito dopo l'ingresso in Medici senza frontiere il medico Urbani ricevette il suo primo incarico: il controllo delle malattie endemiche parassitarie come la schistosomiasi in Cambogia. Il medico era costantemente impegnato nei suoi "viaggi sul terreno", come vengono definiti nel gergo di Medici senza frontiere. Carlo Urbani insegnava alle popolazioni locali come curare le infezioni ed evitare di contrarre malattie parassitarie. La minaccia di attacchi da parte dei Khmer rossi lo costrinse a muoversi tra i vari villaggi con la scorta, ma tale situazione di pericolo non lo fece desistere dalla sua missione.
Il 6 gennaio 2000 Carlo Urbani ricevette da parte dell'OMS la notizia del suo nuovo impiego, questa volta in Vietnam. La durata della missione era di tre anni. In Vietnam il medico aveva il ruolo di consulente dell'OMS per il controllo delle malattie parassitarie nel Pacifico occidentale. Grazie a Carlo Urbani il Vietnam è stato il primo Paese a poter dichiarare la SARS debellata.

### La presidenza di MSF e l'Advanced Training on Tropical Medicine
Nel 1999 Carlo Urbani divenne presidente della sezione italiana di Medici senza frontiere e come tale si impegnava fortemente per il diritto all'accesso ai farmaci per le popolazioni dei Paesi in via di sviluppo. Con i soldi del Premio Nobel, ritirato nell'aprile dello stesso anno, il presidente Urbani creò dunque un fondo per promuovere una campagna internazionale di accesso ai farmaci essenziali per le popolazioni più povere. Nel marzo 2000 Carlo Urbani coordinò un corso internazionale, l'Advanced training on tropical medicine, frutto della collaborazione tra Medici senza frontiere, Fondazione "DeCarneri" e l'ospedale di Macerata. Il corso si prefiggeva lo scopo di definire al meglio le linee guida cui attenersi nell'assistenza sanitaria delle popolazioni del Terzo mondo, in cui le malattie parassitarie costituiscono le prime cause di morte. Dopo due settimane di discussione il corso approdò al Macerata Statement, una carta che raccoglieva quelle le direttive da seguire nelle missioni umanitarie.

### La scoperta della SARS, e la morte
Il 28 febbraio 2003, Johnny Chen, un uomo d'affari americano colpito da una polmonite atipica, venne ricoverato presso l'ospedale di Hanoi. Urbani fu immediatamente contattato dall'ospedale, dove subito si recò. Il medico, a differenza del resto dello staff presente, capì di trovarsi di fronte a una nuova malattia e che la situazione era critica. Lanciò dunque l'allarme al governo e all'Organizzazione mondiale della sanità, riuscendo a convincere le autorità locali ad adottare misure di quarantena. L'11 marzo 2003, tuttavia, durante un volo da Hanoi a Bangkok, Urbani iniziò a sentirsi febbricitante scoprendo così di avere contratto il morbo: all'atterraggio chiese quindi di essere immediatamente ricoverato e messo in quarantena. Fino alla fine si dimostrò sempre dedito alla salute altrui: ai medici accorsi dalla Germania e dall'Australia disse di prelevare i tessuti dei suoi polmoni, per analizzarli e utilizzarli per la ricerca. Morì il 29 marzo seguente, dopo diciannove giorni di isolamento, lasciando la moglie Giuliana Chiorrini e i tre figli: Tommaso (1987), Luca (1995) e Maddalena (2000-2021). Grazie alla prontezza di Urbani, lui e altri quattro operatori sanitari furono gli unici decessi per SARS osservati in tutto il Vietnam, che fu il primo paese del sud est-asiatico a dichiarare che la SARS era stata debellata. L'intervento immediato e mirato di Urbani permise di salvare migliaia di vite. Secondo l'OMS il metodo anti-pandemie da lui realizzato nel 2003 rappresenta, ancora oggi, un protocollo internazionale per combattere questo tipo di malattie.

## Riconoscimenti
Il ceppo di coronavirus responsabile della SARS, individuato da ricercatori del Centers for Disease Control and Prevention di Atlanta e delle varie università di Vietnam e Cina, è stato denominato Urbani in sua memoria.
A lui sono intitolati varie vie cittadine in Italia; il nuovo ospedale di Jesi (AN) ex "Murri" in Via Moro, e l'omonimo Istituto Scolastico Comprensivo di Jesi; un parco nella periferia est della città di Bologna; il suo volto è ritratto nell’opera di arte urbana “Hall of fame della scienza” realizzato da Andrea Marrapodi, Gregorio Pampinella e Daniele Tozzi sul muro di cinta dell’ospedale Spallanzani di Roma.
Dal 2021 è ricordato con una targa al Giardino dei Giusti di Milano.
Il 1º aprile 2023 a Castelplanio, suo paese natale, viene inaugurato un museo a lui dedicato.
L'università La Sapienza di Roma ha a lui dedicato l’aula principale della facoltà di medicina e chirurgia del policlinico universitario Sant’Andrea